# Foersteria araiae
Foersteria araiae är en nässeldjursart som beskrevs av Gili, Bouillon, Pagès, Palanquea och Puig 1999. Foersteria araiae ingår i släktet Foersteria och familjen Mitrocomidae. Inga underarter finns listade i Catalogue of Life.